# Gloydius monticola
Espèce
Synonymes
- Ancistrodon blomhoffi monticola Werner, 1922
- Agkistrodon strauchi popei Mell, 1929

Statut de conservation UICN

 DD  : Données insuffisantes
Gloydius monticola est une espèce de serpents de la famille des Viperidae.

## Répartition
Cette espèce est endémique du Nord-Ouest du Yunnan en Chine.

## Description
Cette espèce a le dos presque noir et la face ventrale grise. C'est un serpent venimeux.

## Étymologie
Son nom d'espèce vient du latin monticola, « qui habite les montagnes ».

## Publication originale
- Werner, 1922 : Neue Reptilien aus Süd-China, gesammelt von Dr. H. Handel-Mazzetti. Anzeiger der kaiserlichen Akademie der Wissenschaften in Wien, Mathematish-Naturwissenschaftliche Klasse, vol. 59, p. 220-222 (texte intégral).